# Club Deportivo Marathón
Il Club Deportivo Marathón è una società calcistica honduregna con sede nella città di San Pedro Sula. Milita nella Liga Nacional de Honduras, la massima divisione del campionato honduregno.

## Storia
Fondato da Eloy Montes nel 1925, il Marathón è uno dei club più prestigiosi in Honduras, avendo vinto otto titoli di Lega e finito come finalista della Liga Nacional de Fútbol de Honduras 12 volte. Poco dopo la sua fondazione, il club entrò in una rivalità intensa con l'Olimpia, club con base a Tegucigalpa. Le partite tra questi due club, sono noti come "Clásicos Nacionales". Il Marathón ha avuto una lunga tradizione di giocatori, il più famoso di essi è probabilmente Gilberto Leonel Machado che ha segnato 78 gol con il club. Nel 1995, il Marathón finì terzo in CONCACAF Champions' Cup. Ma a parte i suoi titoli nazionali, è anche famoso per essere l'unico club honduregno che riuscì a sconfiggere il gigante dell'Argentina, River Plate. La casa del club è l'Estadio Olímpico Metropolitano che è anche la sede della Nazionale honduregna.

## Palmarès

### Competizioni nazionali
- Campionato honduregno: 8

1979, 1985, Clausura 2002, Clausura 2003, Apertura 2004, Apertura 2007, Apertura 2008, Apertura 2009
- Copa de Honduras: 2

1994, 2017

### Altri piazzamenti
- Campionato honduregno:

Secondo posto: 1966, 1967, 1973, 1980, 1987, Apertura 2001, Clausura 2004, Clausura 2005, Apertura 2005, Clausura 2007, Clausura 2008, Clausura 2012, Clausura 2014
- Copa de Honduras:

Finalista: 1972
- CONCACAF Cup Winners Cup:

Semifinalista: 1995

## Organico

### Rosa 2021-2022
| N. |                     | Ruolo | Calciatore                |
| -- | ------------------- | ----- | ------------------------- |
| 3  | Honduras (bandiera) | D     | Cristian Moreira          |
| 5  | Honduras (bandiera) | C     | Luis Vega                 |
| 7  | Honduras (bandiera) | D     | Emilio Izaguirre          |
| 8  | Honduras (bandiera) | C     | Luis Garrido              |
| 9  | Honduras (bandiera) | A     | Frelys López              |
| 10 | Honduras (bandiera) | C     | Mario Martínez            |
| 11 | Honduras (bandiera) | A     | Selvin Guevara            |
| 12 | Honduras (bandiera) | C     | Jeancarlo Vargas          |
| 15 | Honduras (bandiera) | D     | Allans Vargas             |
| 17 | Honduras (bandiera) | A     | Byron Rodríguez           |
| 19 | Honduras (bandiera) | C     | Cristian Cálix            |
| 20 | Honduras (bandiera) | A     | Carlos Lanza              |
| 21 | Honduras (bandiera) | C     | Odín Ramos                |
| 23 | Uruguay (bandiera)  | D     | Mathías Techera           |
| 25 | Honduras (bandiera) | P     | Denovan Torres (capitano) |

| N. |                      | Ruolo | Calciatore         |
| -- | -------------------- | ----- | ------------------ |
| 26 | Honduras (bandiera)  | C     | Héctor Medrano     |
| 27 | Honduras (bandiera)  | D     | Carlos García      |
| 29 | Honduras (bandiera)  | C     | Jeyson Contreras   |
| 30 | Honduras (bandiera)  | A     | Edwin Solano       |
| 31 | Honduras (bandiera)  | C     | Reinieri Mayorquín |
| 33 | Honduras (bandiera)  | C     | Kervin Arriaga     |
| 34 | Honduras (bandiera)  | A     | Jeffry Miranda     |
| 35 | Honduras (bandiera)  | C     | Víctor Berríos     |
| 38 | Honduras (bandiera)  | C     | Brayan Castillo    |
| —  | Honduras (bandiera)  | D     | Bryan Barrios      |
| —  | Honduras (bandiera)  | D     | Orbin Cabrera      |
| —  | Argentina (bandiera) | D     | Braian Molina      |
| —  | Honduras (bandiera)  | D     | Maycol Olivia      |
| —  | Argentina (bandiera) | A     | Lucas Campana      |
| —  | Colombia (bandiera)  | A     | Santiago Córdoba   |

### Rosa 2020-2021
| N. |                      | Ruolo | Calciatore     |
| -- | -------------------- | ----- | -------------- |
| 4  | Honduras (bandiera)  | D     | Michael Osorio |
| 6  | Honduras (bandiera)  | C     | John Suazo     |
| 7  | Cuba (bandiera)      | A     | Yaudel Lahera  |
| 8  | Honduras (bandiera)  | C     | Luis Garrido   |
| 9  | Honduras (bandiera)  | A     | Frelys López   |
| 10 | Honduras (bandiera)  | C     | Cristian Cálix |
| 11 | Honduras (bandiera)  | C     | Selvin Guevara |
| 12 | Honduras (bandiera)  | D     | Carlos López   |
| 13 | Honduras (bandiera)  | A     | Marlon Ramírez |
| 15 | Honduras (bandiera)  | D     | Kevin Espinoza |
| 16 | Honduras (bandiera)  | C     | Allan Banegas  |
| 20 | Argentina (bandiera) | C     | Bruno Volpi    |

| N. |                      | Ruolo | Calciatore       |
| -- | -------------------- | ----- | ---------------- |
| 22 | Argentina (bandiera) | A     | Ryduan Palermo   |
| 23 | Uruguay (bandiera)   | D     | Mathías Techera  |
| 25 | Honduras (bandiera)  | P     | Denovan Torres   |
| 29 | Honduras (bandiera)  | D     | Bryan Johnson    |
| 30 | Honduras (bandiera)  | C     | Edwin Solano     |
| 33 | Honduras (bandiera)  | C     | Kervin Arriaga   |
| 37 | Honduras (bandiera)  | C     | Roger Iscoa      |
| 54 | Honduras (bandiera)  | A     | José Lobo        |
| 61 | Honduras (bandiera)  | P     | Luis Ortiz       |
| 65 | Honduras (bandiera)  | C     | Luis Vega        |
|    | Honduras (bandiera)  | D     | Emilio Izaguirre |
|    | Honduras (bandiera)  | D     | Henry Figueroa   |

### Rosa 2018-2019
| N. |                     | Ruolo | Calciatore              |
| -- | ------------------- | ----- | ----------------------- |
| 1  | Honduras (bandiera) | P     | John Bodden             |
| 2  | Honduras (bandiera) | D     | Bryan Bernárdez Barrios |
| 3  | Honduras (bandiera) | D     | Samuel Córdova          |
| 4  | Brasile (bandiera)  | D     | Caué Fernandes          |
| 5  | Honduras (bandiera) | C     | Jonathan Tejada         |
| 6  | Honduras (bandiera) | C     | Jorge Cardona           |
| 7  | Honduras (bandiera) | C     | Carlos Discua           |
| 8  | Honduras (bandiera) | A     | Carlos Róchez           |
| 9  | Honduras (bandiera) | A     | Marlon Ramírez          |
| 10 | Honduras (bandiera) | C     | Joshua Vargas           |
| 11 | Honduras (bandiera) | A     | Víctor Berríos          |
| 12 | Honduras (bandiera) | D     | Carlos Perdomo          |
| 13 | Honduras (bandiera) | A     | Carlo Costly            |
| 14 | Honduras (bandiera) | A     | Darvis Argueta          |

| N. |                     | Ruolo | Calciatore      |
| -- | ------------------- | ----- | --------------- |
| 15 | Honduras (bandiera) | D     | Kevin Espinoza  |
| 16 | Honduras (bandiera) | C     | Allan Banegas   |
| 17 | Honduras (bandiera) | C     | Wilmer Fuentes  |
| 18 | Honduras (bandiera) | C     | Erick Arias     |
| 19 | Honduras (bandiera) | C     | Mario Berríos   |
| 21 | Honduras (bandiera) | D     | Daniel Tejeda   |
| 22 | Honduras (bandiera) | A     | Henry Romero    |
| 23 | Honduras (bandiera) | D     | Johnny Leverón  |
| 24 | Cuba (bandiera)     | A     | Yaudel Lahera   |
| 25 | Honduras (bandiera) | P     | Denovan Torres  |
| 28 | Honduras (bandiera) | A     | Carlos Benedith |
| 33 | Honduras (bandiera) | C     | Óscar González  |
| 48 | Honduras (bandiera) | C     | Cristián Cálix  |

### Rosa 2012-2013
| N. |                        | Ruolo | Calciatore           |
| -- | ---------------------- | ----- | -------------------- |
| 1  | Belize (bandiera)      | P     | Shane Moody-Orio     |
| 2  | Honduras (bandiera)    | D     | Pastor Martínez      |
| 3  | Colombia (bandiera)    | D     | Luis Castro          |
| 5  | Honduras (bandiera)    | D     | Edwin Yobani Avila   |
| 7  | Honduras (bandiera)    | C     | Alexander Aguilar    |
| 8  | Honduras (bandiera)    | C     | Reinieri Mayorquín   |
| 11 | Honduras (bandiera)    | C     | Christian Altamirano |
| 12 | Honduras (bandiera)    | C     | Mariano Acevedo      |
| 13 | Honduras (bandiera)    | D     | Rommel Murillo       |
| 15 | Honduras (bandiera)    | A     | Marco Tulio Vega     |
| 16 | Honduras (bandiera)    | C     | Oliver Fúnez         |
| 17 | Honduras (bandiera)    | C     | Wilmer Fuentes       |
| 19 | Honduras (bandiera)    | C     | Mario Berríos        |
| 20 | El Salvador (bandiera) | A     | Léster Blanco        |

| N. |                     | Ruolo | Calciatore           |
| -- | ------------------- | ----- | -------------------- |
| 21 | Honduras (bandiera) | C     | Bani Lozano          |
| 22 | Honduras (bandiera) | D     | Quiarol Arzú         |
| 23 | Honduras (bandiera) | D     | Mauricio Sabillón    |
| 24 | Honduras (bandiera) | C     | Oscar Durón          |
| 25 | Honduras (bandiera) | A     | Luis Alfredo Ramírez |
| 29 | Honduras (bandiera) | P     | Denovan Torres       |
| 30 | Honduras (bandiera) | A     | Kurt Cárcamo         |
| 32 | Honduras (bandiera) | C     | Jair Aragón          |
| 34 | Honduras (bandiera) | A     | Mario Beata          |
| 35 | Honduras (bandiera) | A     | Luis Berríos         |
| 51 | Honduras (bandiera) | D     | Kevin Espinoza       |
|    | Honduras (bandiera) | A     | Emil Martínez        |
|    | Uruguay (bandiera)  | P     | Mathías Rolero       |